# Guðmundur Magnússon (filolog)
Guðmundur Magnússon, G. Magnæus, född 1741, död 1798, var en isländsk filolog. 
År 1761 blev Guðmundur Magnússon student vid Köpenhamns universitet, där han förblev till sin död, främst sysselsatt med olika utgivningsarbeten; således deltog han i utarbetandet av den arnamagneanska Eddan, första bandet. Han var även från 1776 arnamagneansk stipendiat och utgav 1780 en kommenterad utgåva av Terentius komedier i två band. Hans utgåva och latinska översättning av "Egil Skallagrimssons saga" med många lärda noter utkom först 1809.